# Diamonds & Dancefloors
Diamonds & Dancefloors ist das zweite Studioalbum der US-amerikanischen Sängerin Ava Max. Es wurde am 27. Januar 2023 über Atlantic Records veröffentlicht.

## Veröffentlichung
Am 3. März 2022 kündigte sie das Lied Maybe You’re the Problem als erste Single ihres Albums an. Der Song erschien am 28. April. Am 1. Juni kündigte sie dann an das ihr Album am 14. Oktober 2022 erscheinen wird. Am 1. September 2022 erschien die Leadsingle Million Dollar Baby und die Veröffentlichung des Albums wurde auf den 27. Januar 2023 verschoben. Am 10. November 2022 veröffentlichte sie die Single Weapons sowie am 20. Dezember 2022 Dancing's Done.
Am 12. Januar 2023 erschien die Single One Of Us, am 24. Januar 2023 der Song Cold As Ice und am 27. Januar 2023 erschien schließlich das Album.

## Musik und Texte
Ava Max selbst sagt, dass sie Musik zum Tanzen machen will, die nicht super fröhlich sein sollte, sondern verletzlich. Sie meint, dass sie in ihren Songs nie über ihr Privatleben gesprochen hat, aber es jetzt tut. Sie sagt, dass das Album im Grunde genommen „Heartbreak On The Dancefloor“. Über den Albumtitel sagt sie, dass Diamanten für Beziehungen stehen und Dancefloors dafür, loszulassen und sich frei zu fühlen.

## Covergestaltung
Auf dem Albumcover sieht man Max in Unterwäsche aus Diamanten. Ihre Haut ist am Unterkörper bläulich. Sie liegt auf Diamanten.

## Titelliste
| Nr. | Titel                    | Länge |
| --- | ------------------------ | ----- |
| 1.  | Million Dollar Baby      | 3:04  |
| 2.  | Sleepwalker              | 3:10  |
| 3.  | Maybe You’re the Problem | 3:10  |
| 4.  | Ghost                    | 3:01  |
| 5.  | Hold Up (Wait A Minute)  | 2:28  |
| 6.  | Weapons                  | 2:31  |
| 7.  | Diamonds & Dancefloors   | 2:35  |
| 8.  | In The Dark              | 2:52  |
| 9.  | Turn Off The Lights      | 2:36  |
| 10. | One Of Us                | 2:58  |
| 11. | Get Outta My Heart       | 3:00  |
| 12. | Cold As Ice              | 2:23  |
| 13. | Last Night on Earth      | 2:57  |
| 14. | Dancing's Done           | 2:46  |

## Chartplatzierungen
| ChartsChartplatzierungen       | Höchstplatzierung | Wochen |
| ------------------------------ | ----------------- | ------ |
| Deutschland (GfK)              | 8 (5 Wo.)         | 5      |
| Österreich (Ö3)                | 6 (5 Wo.)         | 5      |
| Schweiz (IFPI)                 | 8 (11 Wo.)        | 11     |
| Vereinigtes Königreich (OCC)   | 11 (2 Wo.)        | 2      |
| Vereinigte Staaten (Billboard) | 34 (1 Wo.)        | 1      |